# Pratt (Virginia Occidental)
Pratt es un pueblo ubicado en el condado de Kanawha en el estado estadounidense de Virginia Occidental. En el Censo de 2010 tenía una población de 602 habitantes y una densidad poblacional de 796,01 personas por km².

## Geografía
Pratt se encuentra ubicado en las coordenadas 38°12′27″N 81°23′14″O / 38.20750, -81.38722. Según la Oficina del Censo de los Estados Unidos, Pratt tiene una superficie total de 0.76 km², de la cual 0.74 km² corresponden a tierra firme y (2.05%) 0.02 km² es agua.

## Demografía
Según el censo de 2010, había 602 personas residiendo en Pratt. La densidad de población era de 796,01 hab./km². De los 602 habitantes, Pratt estaba compuesto por el 96.51% blancos, el 2.49% eran afroamericanos, el 0.17% eran amerindios, el 0.17% eran asiáticos, el 0% eran isleños del Pacífico, el 0% eran de otras razas y el 0.66% pertenecían a dos o más razas. Del total de la población el 1.16% eran hispanos o latinos de cualquier raza.